# Трейси Гарвис Грейвс
Трейси Гарвис Грейвс (на английски: Tracey Garvis Graves) е американска журналистка и писателка в жанра любовен роман и чиклит. 

## Биография и творчество
Трейси Гарвис Грейвс е родена през 1968 г. в САЩ. Следва бизнес отношения в Университета на Айова. След дипломирането си работи като учител. След раждането на сина си през 1999 г. и дъщеря си през 2001 г. в продължение на 10 години остава вкъщи до отрастването им. През 2009 г. се връща на работа, а в свободното си време започва да пише. 
Първият ѝ роман „Островът“ от едноименната поредица е издаден през 2012 г., първоначално самостоятелно. Трийсетгодишната учителка по английски език Ана Емерсън е наета да дава частни уроци на Ти Джей Калахан, който след ремисия от раково заболяване трябва да почива на Малдивите. Но пилотът на техния хидроплан получава сърдечен удар и малкият самолет пада в Индийския океан край необитаем остров. Двамата не са открити и трябва да оцеляват сред тропическите бури, много опасности, които ги дебнат в морето, а с минаването на годините съвместното съжителство ги сближава. Романът става бестселър в списъка на „Ню Йорк Таймс“, издаден е в над 30 страни по света и я прави известна. Предвиден е за екранизация от Метро-Голдуин-Майер. След успеха на романа, през 2012 г. тя напуска работата си и се посвещава на писателската си кариера.
Трейси Гарвис Грейвс живее със семейството си в предградие на Де Мойн, Айова.

## Произведения

### Самостоятелни романи
- Every Time I Think of You (2014)[1][3]
- The Girl He Used to Know (2019)[2]
- Heard It in a Love Song (2021)

### Поредица „Островът“ (On The Island)
1. On The Island (2012)[1][2]
Островът, изд.: „Ергон“, София (2016), прев. Диана Райкова
2. Uncharted (2013)

### Поредица „Пожелание“ (Covet)
1. Covet (2013)[1][2]
2. Cherish (2014)

### Поредица „Кейт и Иън“ (Kate and Ian)
1. Heart-Shaped Hack (2015)[1][2]
2. White-Hot Hack (2016)

### Екранизации
- ?? On The Island